# Сейланд
Сейланд (на норвежки: Seiland) е остров в Норвежко море, край северното крайбрежие на Скандинавския полуостров, част от територията на Норвегия – фюлке (област) Финмарк. Площ 559 km².
На югоизток и изток протока Варгсун го отделя съответно от континента и остров Квальоя, на северозапад протока Сьоресун – от остров Сьорьоя, а на югозапад тесен проток – от остров Схерньоя. Бреговете му са предимно скалисти, силно разчленени от дълги и тесни фиорди. Релефът е основно платовиден и нископланински с максимална височина връх Селандстува 1079 m, издигащ се в северозападната му част. Изграден е главно от габро и гнайси. В централната му част са разположени два малки ледени купола, най-северните ледници на континенталната част на Норвегия. Климатът е полярен, омекотен от топлото Североизточно течение. Големи участъци са заети от тундрова растителност. Населението е едва 147 души (2013 г.), групирано в единственото населено място Алтнесет, на южния му бряг.